# NGC 6352
NGC 6352 é um aglomerado globular na direção da constelação de Ara. O objeto foi descoberto pelo astrônomo James Dunlop em 1826, usando um telescópio refletor com abertura de 9 polegadas. Devido a sua moderada magnitude aparente (+7,8), é visível apenas com telescópios amadores ou com equipamentos superiores. 